# Bernd Lucke
Bernd Lucke (ur. 19 sierpnia 1962 w Berlinie) – niemiecki ekonomista, wykładowca akademicki i polityk, poseł do Parlamentu Europejskiego VIII kadencji.

## Życiorys
W 1984 ukończył studia z zakresu ekonomii, filozofii i historii współczesnej na Uniwersytecie w Bonn. Kształcił się następnie na Uniwersytecie Kalifornijskim w Berkeley (1984–1985) i ponownie w Bonn (1985–1987), gdzie następnie przez rok był pracownikiem naukowym. W okresie przemian politycznych dołączył do zespołu ekspertów przygotowujących program reform gospodarczych w NRD. Pracował także nad doktoratem, który obronił w 1991 w Wolnym Uniwersytecie Berlińskim. Krótko był referentem w departamencie finansów w Berlinie, po czym od 1992 do 1998 wykładał na Wolnym Uniwersytecie Berlina, uzyskując w 1997 habilitację z zakresu makroekonomii i ekonometrii. W 1998 został profesorem na Uniwersytecie Hamburskim. Był również konsultantem Banku Światowego, gościnnie wykładał na University of British Columbia. Został aktywnym komentatorem wydarzeń w programach publicystycznych.
Od 1978 należał do Unii Chrześcijańsko-Demokratycznej, którą opuścił w grudniu 2011, krytykując politykę ratowania euro. W 2013 kandydował landtagu Dolnej Saksonii z listy Freie Wähler. W tym samym roku był współzałożycielem Alternatywy dla Niemiec, został jednym z trzech rzeczników tej partii.
W 2014 z ramienia AfD uzyskał mandat eurodeputowanego VIII kadencji. W lipcu 2015 po rozłamie w AfD został przewodniczącym nowo powołanego Sojuszu dla Postępu i Przebudzenia. Pełnił tę funkcję do czerwca 2016. W listopadzie tegoż roku jego partia przyjęła nową nazwę Liberalno-Konserwatywni Reformatorzy. Dwa lata później powrócił na funkcję jej przewodniczącego, pełniąc ją do 2019.

## Życie prywatne
Bernd Lucke jest żonaty, ma pięcioro dzieci.